# Alispoides
Alispoides is een geslacht van vlinders van de familie snuitmotten (Pyralidae), uit de onderfamilie Phycitinae.

## Soorten
- A. conisphora Le Cerf
- A. decaryella Marion & Viette, 1956
- A. vermiculella Ragonot, 1888